# دوشیزه جهان ۲۰۰۸
دوشیزه جهان ۲۰۰۸ (انگلیسی: Miss Universe 2008)؛ ۵۷مین دوره دوشیزه جهان بود، که در ۱۴ ژوئیه ۲۰۰۸ در نها ترنگ، ویتنام برگزار شد. دایانا مندوزا از ونزوئلا توانست برنده این رویداد شود.